# Neptis putoia
Neptis putoia är en fjärilsart som beskrevs av Evans 1932. Neptis putoia ingår i släktet Neptis och familjen praktfjärilar. Inga underarter finns listade i Catalogue of Life.